# ایشتوان بوسا
ایشتوان بوسا (انگلیسی: István Busa؛ زادهٔ ۳۱ مهٔ ۱۹۶۱) ورزشکار شمشیربازی اهل مجارستان است.
وی در مسابقات کشوری و بین‌المللی در مجموع برندهٔ ۱ مدال برنز شده‌است.